# Sigela ethiopica
Sigela ethiopica är en fjärilsart som beskrevs av Fletcher 1961. Sigela ethiopica ingår i släktet Sigela och familjen nattflyn. Inga underarter finns listade i Catalogue of Life.